# Alstom Leroux Naval
Alstom Leroux Naval est une société française, filiale d'Alstom. Spécialisé dans la construction navale, elle détenait plusieurs chantiers navals.
Elle est actuellement sans activité.

## Histoire
Alstom Leroux Naval a été créé en 1997 lors du rachat du groupe groupe nantais Leroux et Lotz par GEC Alsthom.

## Sites
Cette société a notamment possédé les chantiers de l'Atlantique et divers autres chantiers navals à Lorient et Saint-Malo.

## Sources
- societe.com